# Formation de Shaximiao
La formation de Shaximiao est une formation géologique chinoise d'âge Jurassique moyen, soit il y a entre 174,7 ± 0,8 et 161,5 ± 1,0 Ma (millions d'années). Cette formation est célèbre pour les fossiles qu'elle renferme et, en particulier, ses dinosaures.

## Situation géographique
Son principal affleurement se situe à 7 km au nord-est de la ville de Zigong dans le Sichuan autour de la petite ville de Dashanpu (sinogramme simplifié : 大山铺镇 ; sinogramme traditionnel : 大山鋪鎮 ; pinyin : Dàshānpū zhèn). 
L'intérêt paléontologique de cette formation géologique a été prouvé dans les années 1970, avec la découverte du squelette d'un dinosaure carnivore lors de travaux d'une compagnie gazière chinoise. Ce théropode fossile a été nommé en son honneur Gasosaurus.
L'affleurement de la formation de Shaximiao est aujourd'hui en partie couvert et protégé par les bâtiments du musée des dinosaures de Zigong construits dans les années 1980.

## Subdivisions géologiques
La formation de Dashanpu est subdivisée en 4 unités sédimentaires, de haut en bas :
- la formation Shaximiao supérieure, appelée aussi formation Shangshaximiao ;
- la formation Shaximiao inférieure, appelée aussi formation Xiashaximiao ; la formation

À noter que les deux formations Shaximiao, supérieure et inférieure, sont souvent regroupées sous le terme de « formations Shaximiao » qui sont datées du Bathonien et Callovien, soit un âge entre 168,2 ± 1,2 et 161,5 ± 1,0 Ma (millions d'années). C'est cet ensemble qui livre le plus de fossiles dans la formation de Dashanpu, les deux autres formations étant bien moins riches.

## Environnement de dépôt
L'environnement de dépôt de la formation de Shaximiao était celui d'une forêt luxuriante comme le prouvent les restes fréquents de bois silicifiés. Les restes d'animaux se sont vraisemblablement accumulés sous forme de lagerstätte dans un lac alimenté par de grandes rivières qui ont transporté pendant des millions d'années des cadavres d'animaux qui se sont ensuite sédimentés en parvenant dans le lac.

## Paléontologie
Les dinosaures sont les fossiles dominants et, au sein de ce groupe les sauropodes, grands quadrupèdes herbivores, sont les plus nombreux. D'autres dinosaures sont également courants comme les théropodes et les stégosaures. Plus de 8 000 os ou morceaux d'os ont été découverts pour un poids cumulé de près de 40 tonnes.
En plus des dinosaures on trouve dans la formation de Shaximiao des fossiles de poissons, d'amphibiens, de tortues, de crocodiles et aussi de ptérosaures.  

## Principauxgenresetespècesfossiles découverts

### Sauroptérygiens
| Genre        | Espèce      | Position stratigraphique       | Matériel | Notes                              | Images |
| ------------ | ----------- | ------------------------------ | -------- | ---------------------------------- | ------ |
| Pliosauridae | Indéterminé | Formation Shaximiao inférieure |          | Un pliosaure de genre indéterminé. |        |

### Crocodyliformes
| Genre       | Espèce           | Position stratigraphique       | Matériel | Notes            | Images |
| ----------- | ---------------- | ------------------------------ | -------- | ---------------- | ------ |
| Teleosaurus | T. sp.           | Formation Shaximiao inférieure |          | Un téléosauridé. |        |
| Sunosuchus  | S. shunanensis   | Formation Shaximiao inférieure |          | Un goniopholidé. |        |
| Hsisosuchus | H. dashanpuensis | Formation Shaximiao inférieure |          | Un goniopholidé. |        |

### Ptérosaures
| Genre             | Espèce           | Position stratigraphique       | Matériel | Notes                 | Images |
| ----------------- | ---------------- | ------------------------------ | -------- | --------------------- | ------ |
| Angustinaripterus | A. longicephalus | Formation Shaximiao inférieure |          | Un rhamphorhynchoidé. |        |

### Dinosaures

#### Ornithischiens
| Genre             | Espèce           | Position stratigraphique       | Matériel                | Notes            | Images |
| ----------------- | ---------------- | ------------------------------ | ----------------------- | ---------------- | ------ |
| Agilisaurus       | A. louderbacki   | Formation Shaximiao inférieure |                         |                  |        |
| Hexinlusaurus     | H. multidens     | Formation Shaximiao inférieure |                         |                  |        |
| Xiaosaurus        | X. dashanpuensis | Formation Shaximiao inférieure |                         |                  |        |
| Yandusaurus       | Y. hongheensis   | Formation Shaximiao supérieure |                         |                  |        |
| Huayangosaurus    | H. taibaii       | Formation Shaximiao inférieure |                         | Un stégosaurien. |        |
| Gigantspinosaurus | G. sichuanensis  | Formation Shaximiao supérieure |                         | Un stégosaurien. |        |
| Gigantspinosaurus | G. sp.           | Formation Shaximiao supérieure |                         | Un stégosaurien. |        |
| Chungkingosaurus  | C. jiangbeiensis | Formation Shaximiao supérieure |                         | Un stégosaurien. |        |
| Tuojiangosaurus   | T. multispinus   | Formation Shaximiao supérieure |                         | Un stégosaurien. |        |
| Chialingosaurus   | C. kuani         | Formation Shaximiao supérieure |                         | Un stégosaurien. |        |
| Yingshanosaurus   | Y. jichuanensis  | Formation Shaximiao supérieure | Squelette quasi complet | Un stégosaurien. |        |
| Gongbusaurus      | G. shiyii        | Formation Shaximiao supérieure | Dents                   |                  |        |

#### Sauropodes
| Genre             | Espèce            | Position stratigraphique       | Matériel | Notes               | Images |
| ----------------- | ----------------- | ------------------------------ | -------- | ------------------- | ------ |
| Shunosaurus       | S. lii            | Formation Shaximiao inférieure |          |                     |        |
| Protognathosaurus | P. oxyodon        | Formation Shaximiao inférieure |          |                     |        |
| Omeisaurus        | O. luoquanensis   | Formation Shaximiao inférieure |          | Un mamenchisauridé. |        |
| Omeisaurus        | O. tianfuensis    | Formation Shaximiao inférieure |          | Un mamenchisauridé. |        |
| Omeisaurus        | O. junghsiensis   | Formation Shaximiao inférieure |          | Un mamenchisauridé. |        |
| Omeisaurus        | O. changshouensis | Formation Shaximiao supérieure |          | Un mamenchisauridé. |        |
| Omeisaurus        | O. maoi           | Formation Shaximiao supérieure |          | Un mamenchisauridé. |        |
| Omeisaurus        | O. fuxiensis      | Formation Shaximiao supérieure |          | Un mamenchisauridé. |        |
| Datousaurus       | D. bashanensis    | Formation Shaximiao inférieure |          | Un mamenchisauridé. |        |
| Mamenchisaurus    | M. constructus    | Formation Shaximiao supérieure |          | Un mamenchisauridé. |        |
| Mamenchisaurus    | M. hochuanensis   | Formation Shaximiao supérieure |          | Un mamenchisauridé. |        |
| Mamenchisaurus    | M. fuxiensis      | Formation Shaximiao supérieure |          | Un mamenchisauridé. |        |
| Mamenchisaurus    | M. anyueensis     | Formation Shaximiao supérieure |          | Un mamenchisauridé. |        |
| Mamenchisaurus    | M. youngi         | Formation Shaximiao supérieure |          | Un mamenchisauridé. |        |
| Mamenchisaurus    | M. jingyanensis   | Formation Shaximiao supérieure |          | Un mamenchisauridé. |        |
| Daanosaurus       | D. zhangi         | Formation Shaximiao supérieure |          |                     |        |

#### Théropodes
| Genre              | Espèce             | Position stratigraphique      | Matériel                       | Notes | Images |  |
| ------------------ | ------------------ | ----------------------------- | ------------------------------ | ----- | --- |  |
| Chuandongocoelurus | C. primitivus      |                               | Formation Shaximiao inférieure |       | |  |
| Leshansaurus       | L. qianweiensis    |                               | Formation Shaximiao inférieure |       | Un mégalosauridé. |  |
| Szechuanosaurus    | S. campi           |                               | Formation Shaximiao supérieure |       | Un mégalosauridé. Peut-être un théropode indéterminé selon M. T. Benson et al. en 2012                                                                |  |
| Xuanhanosaurus     | X. qilixiaensis    |                               | Formation Shaximiao inférieure |       | Un mégalosauridé. |  |
| Kaijiangosaurus    | K. lini            |                               | Formation Shaximiao inférieure |       | Un mégalosauridé. |  |
| Gasosaurus         | G. constructus     |                               | Formation Shaximiao inférieure |       | |  |
| Coeluroides        | gen. et sp. indét. |                               | Formation Shaximiao inférieure |       | |  |
| Sinocoelurus       | S. fragilis        |                               | Formation Shaximiao supérieure |       | |  |
| Yangchuanosaurus   | Y. shangyouensis   | - Y. magnus                   | Formation Shaximiao supérieure |       | |  |
| Yangchuanosaurus   | Y. hepingensis     |                               | Formation Shaximiao supérieure |       | Probablement un nouveau genre. |  |
| Yangchuanosaurus   | Y. zigongensis     | - Szechuanosaurus zigongensis | Formation Shaximiao inférieure |       | ZDM 9011 (holotype), un squelette post-crânien partiel; ZDM 9012, un maxillaire gauche; ZDM 9013, deux dents et ZDM 9014, un membre postérieur droit. |  |
| Chienkosaurus      | C. ceratosauroides |                               | Formation Shaximiao supérieure |       | |  |

### Tortues
| Genre         | Espèce            | Position stratigraphique       | Matériel | Notes                | Images |
| ------------- | ----------------- | ------------------------------ | -------- | -------------------- | ------ |
| Chengyuchelys | C. baenoides      | Formation Shaximiao supérieure |          | Un xinjiangchelyidé. |        |
| Chengyuchelys | C. dashanpuensis  | Formation Shaximiao supérieure |          | Un xinjiangchelyidé. |        |
| Chengyuchelys | C. latimarginalis | Formation Shaximiao inférieure |          | Un xinjiangchelyidé  |        |
| Sichuanchelys | S. chowi          | Formation Shaximiao inférieure |          | Un xinjiangchelyidé  |        |
| Tienfuchelys  | T. zigongensis    | Formation Shaximiao supérieure |          | Un xinjiangchelyidé  |        |
| Trionyx       | T. sp.            | Formation Shaximiao inférieure |          | Un trionychidé.      |        |

### Thérapsides
| Genre           | Espèce             | Position stratigraphique       | Matériel | Notes              | Images |
| --------------- | ------------------ | ------------------------------ | -------- | ------------------ | ------ |
| Bienotheroides  | B. zigongensis     | Formation Shaximiao inférieure |          | Un tritylodontidé. |        |
| Polistodon      | P. chuannanensis   | Formation Shaximiao inférieure |          | Un tritylodontidé. |        |
| Tritylodontidae | gen. et sp. indét. | Formation Shaximiao inférieure |          | Un tritylodontidé. |        |